# Зареченське сільське поселення (Кандалакський район)
Заре́ченське сільське́ посе́лення (рос. Зареченское сельское поселение) — адміністративне утворення у складі Кандалакського району Мурманської області, Росія.

## Склад
До складу поселення входять такі населені пункти:
| Населений пункт | Населення, осіб (2010) |
| --------------- | ---------------------- |
| Зареченськ      | 621                    |
| Ковдозеро       | 121                    |
| Нямозеро        | 8                      |

| Мурманська область | Це незавершена стаття про Мурманську область. Ви можете допомогти проєкту, виправивши або дописавши її. |